# ريمي موسى
ريمي موسى (بالإنجليزية: Remi Moses)‏ هو لاعب كرة قدم بريطاني في مركز الوسط، ولد في 14 نوفمبر 1960 في مانشستر في المملكة المتحدة. شارك مع منتخب إنجلترا تحت 21 سنة لكرة القدم. أما مع النوادي، فقد لعب مع مانشستر يونايتد ووست بروميتش ألبيون.

## وصلات خارجية
- ريمي موسى على موقع قاعدة بيانات كرة القدم.إي يو (الإنجليزية)
- ريمي موسى على موقع عالم كرة القدم.نت (الإنجليزية)